# BM Antequera
Club Balonmano Antequera er en håndboldklub fra Antequera i Andalusien i Spanien. Holdet spiller pt. i den øverste spanske håndboldliga, Liga ASOBAL

## Halinformation
- Navn: – Fernando Argüelles
- By: – Antequera
- Kapacitet: – 2,575 tilskuere
- Adresse: – C/ Antonio Mohedano, s/n